# Scopula paetula
Scopula paetula là một loài bướm đêm trong họ Geometridae.